# Баку (бриг, 1821)
«Баку» — бриг Каспийской флотилии Российской империи, находившийся в составе флота с 1821 по 1832 год. Принимал участие в русско-персидской войне 1826—1828 годов, использовался для оказания поддержки операциям сухопутных войск и высадки десантов, а во время русско-турецкой войны 1828—1839 годов использовался для доставки продовольствия и подкреплений российской армии на Кавказе. По окончании службы был разобран в Астрахани.

## Описание брига
Парусный бриг с деревянным корпусом, артиллерийское вооружение судна состояло из 12 орудий.

## История службы
Бриг «Баку» был заложен на стапеле Казанского адмиралтейства 28 октября (9 ноября) 1820 года и после спуска на воду 15 (27) мая 1821 года вошёл в состав Каспийской флотилии России. Строительство вёл кораблестроитель А. П. Антипьев. В кампанию 1821 года совершил переход по Волге с верфи в Казани до Астрахани.
В кампании с 1822 по 1825 год выходил в плавания в Каспийское море. В 1823 году также нёс службу у острова Сара и на бакинском рейде. В 9 (21) декабря 1826 года командир брига капитан-лейтенант Г. Г. Басаргин был награждён орденом Святого Владимира IV степени за ранее проведённую опись северо-западной части Каспийского моря.
Принимал участие в русско-персидской войне 1826—1828 годов, во время которой оказывал помощь русским войскам в составе Каспийской флотилии. В кампанию 1826 года принимал участие в блокаде персидских берегов. В январе 1827 года пришёл в Астрабадский залив, где высадил десант, уничтоживший находившиеся там персидские укрепления. При этом командир судна капитан-лейтенант Г. Г. Басаргин провёл переговоры с вождями кочевых туркменских племён, после которых племена присоединились к войне против Персии на стороне России. В том же году также участвовал в блокаде персидских берегов. В кампанию 1828 года находился на бакинском рейде.
В течение русско-турецкой войны 1828—1839 годов бриг использовался для доставки продовольствия и пополнений в русскую армию из Астрахани в район устья реки Куры. В кампании 1828 и 1829 годов также ходил к берегам Персии.
В кампанию 1830 года также выходил в плавания в Каспийское море.
По окончании службы в 1832 году бриг «Баку» был разобран в Астрахани.

## Командиры брига
Командирами брига «Баку» в составе Российского императорского флота в разное время служили:
- мичман С. И. Мирошевский (1821 год)[5];
- лейтенант И. И. Нелидов (1822 год)[12];
- лейтенант А. М. Юрьев (1823 год)[6];
- капитан-лейтенант Г. Г. Басаргин (1826—1828 годы)[13];
- лейтенант А. Т. Александровский (1829—1830 годы)[10].